# Cronoscalata della Futa-Memorial Gastone Nencini
La Cronoscalata della Futa-Memorial Gastone Nencini era una corsa a cronometro maschile di ciclismo su strada che si svolgeva annualmente in Toscana, in Italia. Si teneva generalmente a fine estate.

## Storia
Fondata nel 1979 come Cronoscalata della Futa, l'anno dopo venne dedicata alla memoria di Gastone Nencini. Il campione toscano infatti, nativo di Barberino di Mugello da dove la corsa partiva, morì prematuramente nel 1980. Nonostante non fosse una corsa di rilevanza internazionale, tra i vincitori si trovano grandi campioni del ciclismo di quei tempi. Dopo il 1998 non venne più organizzata.

## Percorso
La corsa era incentrata sull'ascensione della salita che porta da Barberino di Mugello al Passo della Futa, valico appenninico a 903 m s.l.m. che unisce la vallata del Mugello a quella del fiume Santerno.
La salita presenta una pendenza media modesta (4,4%) ma in realtà è molto impegnativa sia per la lunghezza (14,5 chilometri) sia perché nella seconda parte procede a gradoni con pendenze anche superiori al 10%. Il dislivello complessivo è di 635 metri.
Queste caratteristiche hanno fatto sì che nel corso delle sue edizioni si siano imposti sia scalatori puri come Chiappucci e Vandi, sia passisti/cronomen che nella resistenza sul passo e nel cambio di ritmo fondavano la loro forza, come Ugrumov, Moser e Hampsten.

## Albo d'oro
Aggiornato all'edizione 1998.
| Anno | Vincitore                | Secondo                  | Terzo                    |
| ---- | ------------------------ | ------------------------ | ------------------------ |
| 1979 | Gianbattista Baronchelli | Fausto Bertoglio         | Bernt Johansson          |
| 1980 | Giuseppe Saronni         | Giovanni Battaglin       | Gianbattista Baronchelli |
| 1981 | Alfio Vandi              | Francesco Masi           | Gianbattista Baronchelli |
| 1982 | Michael Wilson           | Giuseppe Saronni         | Marco Groppo             |
| 1983 | Alberto Fernández Blanco | Giuseppe Saronni         | Gianbattista Baronchelli |
| 1984 | Francesco Moser          | Gianbattista Baronchelli | Claudio Corti            |
| 1985 | Andrew Hampsten          | Marino Lejarreta         | Giuseppe Saronni         |
| 1986 | Gianbattista Baronchelli | Stefan Brykt             | Bruno Leali              |
| 1987 | Stefano Colagè           | Franco Chioccioli        | Maurizio Fondriest       |
| 1988 | Stefano Tomasini         | Bruno Leali              | Gianbattista Baronchelli |
| 1989 | Pëtr Ugrjumov            | Marco Franceschini       | Volodymyr Pulnikov       |
| 1990 | Franco Chioccioli        | Pëtr Ugrjumov            | Ivan Ivanov              |
| 1991 | Gianni Bugno             | Stefano Della Santa      | Franco Chioccioli        |
| 1992 | Massimo Ghirotto         | Stefano Della Santa      | Marco Pantani            |
| 1993 | Claudio Chiappucci       | Massimo Ghirotto         | Andrew Hampsten          |
| 1994 | Francesco Casagrande     | Massimo Ghirotto         | Andrej Teterjuk          |
| 1995 | Francesco Casagrande     | Ivan Gotti               | Michele Coppolillo       |
| 1996 | Marco Fincato            | Angelo Citracca          | Gianni Faresin           |
| 1997 | Vladislav Bobrik         | Filippo Casagrande       | Alessandro Baronti       |
| 1998 | Davide Rebellin          | Valentino Fois           | Mirko Celestino          |